# Người Melanesia
Người Melanesia là những cư dân chính của vùng Melanesia. Hầu hết họ nói một trong các ngôn ngữ Papua, mặc dù một vài nhóm như Molucca, Motu và Fiji nói các tiếng thuộc họ ngôn ngữ Micronesia và Polynesia của ngữ hệ Nam Đảo.
Người Melanesia xuất hiện đã chiếm lĩnh các đảo từ Đông Indonesia và xa về phía đông đến các đảo chính trong quần đảo Solomon, bao gồm đảo Makira và có thể là cả các đảo nhỏ xa hơn về phía đông.
Người Melanesia và thổ dân Úc là những sắc tộc duy nhất có da màu với mái tóc vàng. Ở một số vùng thì người Melanesia có biến thể đặc biệt của hồng cầu. Nó xuất hiện để bảo vệ con người khỏi bị nhiễm trùng sốt rét.